# Seyed Reza Hosseini Nassab

Grand Aiatolá Seyed Reza Hosseini Nassab é um Marja. Ele nasceu em 1960 e estudou e ensinou em Qom Seminário 1976-1991. Em 1991, de acordo com três teses em jurisprudência islâmica, a astronomia e o reconhecimento da fé xiita, ele se tornou um famoso professor de Qom. Ele cofundou um número de instituições islâmicas em várias cidades do Canadá, Alemanha e Suíça, e atualmente reside em Toronto, Canadá.